# Theodor von Oppolzer
Theodor Egon Ritter von Oppolzer (ur. 26 października 1841 w Pradze, zm. 26 grudnia 1886 w Wiedniu) – austriacki astronom i matematyk.

## Życiorys
W 1886 został wykładowcą astronomii na uniwersytecie w Wiedniu. Jego zainteresowanie asteroidami, kometami i zaćmieniami skłoniło go do zestawienia szczegółowej listy tych ciał i zjawisk dla użytku innych astronomów. Próbował ustalić za pomocą obserwacji i obliczeń właściwe orbity asteroid. Wyliczał czas i tor zaćmień Słońca i Księżyca – jest autorem m.in. Canon der Finsternisse (1887) – katalogu zaćmień Słońca, obejmującego okres od 1207 p.n.e. do 2163 n.e.
Planetoida (1492) Oppolzer została nazwana jego nazwiskiem.

## Prace
- Canon der Finsternisse (1887)
- Lehrbuch der Bahnbestimmung der Kometen und Planeten (1870)